# اسپلانک
اسپلانک (انگلیسی: Splunk) یک شرکت آمریکایی چندملیتی در سانفرانسیسکو، کالیفرنیا است. این شرکت نرم‌افزارهایی برای جستجو، مدیریت و تحلیل دادگان بزرگ تولیدی ماشین را توسعه می‌دهد که دارای ساختار مبتنی بر شبکه هستند.
این شرکت در سال ۲۰۰۳ با شعار پردازش هر نوع داده تولید شده توسط ماشین، پا به عرصه رقابت محصولات مدیریت داده گذاشت و پس از مدت بسیار محدودی با خریداری استارتاپ‌های متعدد در این زمینه توانست به عنوان بهترین ابزار مدیریت لاگ نام خود را در فضای امنیت سایبری مطرح کند.
این شرکت محصولات متعددی در حوزهٔ امنیت شبکه ارائه می‌دهد که از جمله آنها می‌توان به Enterprise Security ,User Behavior Analytics و Phantom اشاره کرد. مهم‌ترین ابزار حوزهٔ امنیت شبکه آن که طبق آخرین گزارش ارائه شده توسط مؤسسه تحقیقاتی گارتنر به عنوان پرچمدار محصولات حوزه SIEM می‌باشد، محصول Enterprise Security است.
این محصول قابلیت استقرار در محیط‌های کوچک تا بنگاه‌های تجاری بزرگ را دارد و به دلیل به مقیاس‌پذیری، برای طیف وسیعی از مشتریان قابل استفاده است.